# Beierolpium tanense
Beierolpium tanense är en spindeldjursart som beskrevs av Volker Mahnert 1982. Beierolpium tanense ingår i släktet Beierolpium och familjen Olpiidae. Inga underarter finns listade.